# Trì Hạo Điền
Trì Hạo Điền (giản thể: 迟浩田; phồn thể: 遲浩田; bính âm: Chí Hàotián; sinh ngày 9 tháng 7 năm 1929) là Thượng tướng Quân Giải phóng Nhân dân Trung Quốc (PLA).

## Tiểu sử
Trì Hạo Điền sinh tháng 7 năm 1929 tại Chiêu Viễn, tỉnh Sơn Đông. Tháng 10 năm 1946, ông gia nhập CPC (Đảng Cộng sản Trung Quốc). Tháng 7 năm 1945, ông được tuyển dụng vào quân đội và tốt nghiệp khoa hợp thành tại Học viện Quân sự Quân Giải phóng Nhân dân Trung Quốc.
Năm 1973, ông trở thành Phó Chính ủy Quân khu Bắc Kinh và Phó Tổng biên tập của một tờ báo nổi tiếng "Nhân dân nhật báo". Sau đó, ông trở thành Phó Tổng Tham mưu trưởng Quân Giải phóng Nhân dân Trung Quốc kiêm Chủ nhiệm Chính trị Bộ Tổng Tham mưu, Chính ủy Quân khu Tế Nam, Tổng Tham mưu trưởng Quân Giải phóng Nhân dân Trung Quốc cũng như Bí thư Đảng ủy Bộ Tổng Tham mưu. Ông được bầu làm Ủy viên Quân ủy Trung ương năm 1988.
Năm 1993, Trì Hạo Điền trở thành Ủy viên Quốc vụ kiêm Bộ trưởng Bộ Quốc phòng cho đến năm 2003. Ông cũng là Chủ nhiệm Ủy ban Dự thảo Luật Quốc phòng. Ông được bầu làm Phó Chủ tịch Quân ủy Trung ương của Đảng Cộng sản Trung Quốc tháng 9 năm 1995 và Phó Chủ tịch Quân ủy Trung ương của Nhà nước tháng 12 năm 1995.
Ông là Ủy viên Ủy ban Trung ương Đảng Cộng sản Trung Quốc các khóa XII, XIII, XIV và XV và Ủy viên Bộ Chính trị Đảng Cộng sản khóa XV.
Ông đạt được Huân chương Giải phóng hạng Ba năm 1985. Ông được trao tặng quân hàm Thượng tướng năm 1988.
Trì Hạo Điền kết hôn với Khương Thanh Bình (姜青萍). Bà là người quê ở Thường Châu, tỉnh Giang Tô và là một bác sĩ tại Bệnh viện chung Hải quân Quân Giải phóng Nhân dân Trung Quốc. Đôi vợ chồng có một con trai và một con gái.